# Ted Sorensen
Theodore Chaikin "Ted" Sorensen (8. maj 1928 i Lincoln, Nebraska – 31. oktober 2010) var en amerikansk advokat og politisk rådgiver med danske aner.

## Karriere
Han blev uddannet som jurist fra University of Nebraska i 1949 og efter en kort ansættelse 1951-1952 i Federal Security Agency blev han i 1953 ansat som daværende senator John F. Kennedys assistent. I perioden 1954-55 hjalp han bl.a. Kennedy med dennes bog Profiles in Courage (Mænd af Mod) ligesom han og Kennedy over en to-årig periode rejste til samtlige stater i USA for at samle støtte til præsidentens senere kampagner.
Da Kennedy i 1961 blev præsident i USA, blev Sorensen udnævnt til præsidentens specielle rådgiver (special counsel and advisor). En af hans mange opgaver var at skrive præsidentens taler (speechwriter). Han spillede også en rolle i Cubakrisen i 1962, hvilket man kan se i Kevin Costner-filmen Thirteen Days hvor rollen som O'Donnell, som Kevin Costner spiller, I høj grad er skabt over Ted Sorensens rolle under Cubakrisen. I et interview har Robert McNamara senere udtalt, at "Det var ikke O'Donnell der fik tingene ordnet, – det var Ted Sorensen."
Efter Kennedys død i 1963 arbejdede Ted Sorensen en kort tid for præsident Lyndon B. Johnson. Senere koncentrerede han sig om at skrive en Kennedy-biografi, der udkom i 1965. Med sin omfattende viden om Kennedy vakte den en del furore. Ted Sorensen støttede ligeledes John F. Kennedys bror, Robert F. Kennedys præsidentkampagne, indtil også han blev skudt, den 6. juni 1968. Han var redaktør for Saturday Review fra 1966 til 1969 og blev uden held i 1970 opstillet som demokratisk kandidat til Senatet for New York.
Præsident Jimmy Carter udpegede i januar 1977 Sorensen til chef for CIA, men Sorensen trak sin ansøgning tilbage den 31. januar 1977 under et møde i Senatet, hvor han først læste en ti sider lang statement op, "scurrilous and personal attacks" ("skadelige og personlige angreb"), hvorefter han sagde at, "det står hermed klart, at et flertal i Senatet og i efterretningsvæsenerne ikke er klar til at acceptere eller pege på en outsider-direktør for CIA, der som jeg mener de ting, jeg mener."
Siden beskæftigede han sig med politiske skriverier og som partner i den velanskrevne advokatvirksomhed i New York, Paul, Weiss, Rifkind, Wharton & Garrison LLP, hvorfra han rådgav internationale koncerner og internationale ledere. Bl.a. blev det første demokratiske valg i Sydafrika afholdt efter hans rådgivning, ligesom olieledningen fra Curosau til USA var hans løsning på kostbare olietransporter. I det nye årtusinde var han underviser og rådgiver for det progressive Century Institute.
Præsident Bill Clinton udpegede ham som medlem af bestyrelsen for "Central Asian-American Enterprise Fund."

## Citater
- Presidential candidates don't chew gum. ("Præsidentkandidater tygger ikke tyggegummi").
- The ambassador was never present, but his presence was never absent. ("Ambassadøren (JFK's far) var aldrig til stede (under valgkampen), men hans tilstedeværelse aldrig fraværende") om præsidentens dominerende og ambitiøse far.
- Når Ted Sorensen, som det ofte er sket, blev spurgt, om det var ham eller Kennedy, der fandt på den berømte linje i præsidentens indsættelsestale, And so, my fellow Americans, ask not what your country can do for you; ask what you can do for your country, var hans standardsvar: "Don't ask..."
- Generelt har han mange gange understreget, at han blot hjalp præsidenten med at formulere sine tanker. Ikke fordi præsidenten ikke selv kunne, men fordi han var for travl til det.
- Ich bin ein Berliner-citatet har han dog konsekvent sagt ikke stod i talen, men at Kennedy selv fandt på det umiddelbart før, eller under, talen i Berlin. Ted Sorensen vidste ikke, at han ville sige det.
- "Jeg tror, at mine kladder (i forbindelse med Cubakrisen) spillede en rolle i John F. Kennedys valg af den tålmodige og beherskede blokade af Cuba i stedet for den provokative løsning at bombe missilerne, som næsten med sikkerhed ville have udløst en global atomkrig." [3]

## Ted Sorensen og Danmark
Ted Sorensen gæstede i 1967 Danmark. Han gæstede igen Danmark i maj 2003, sammen med sin datter Juliet Sorensen Jones, hvor han talte i Børsen Executive Club under emnet "Inside The White House During International Crisis" og drog paralleller mellem håndteringen af Cuba-krisen og præsident Bushs håndtering af terrorismen og Irak. Han besøgte også i maj 2003 Mors, hvorfra hans tipoldefar udvandrede i 1886, for at indsamle stof til sin selvbiografi, Counselor: A Life at the Edge of History, der udkom i 2008. Euroman bragte i anledning af besøget et længere interview af Ole Lange og Hans Kornø Rasmussen med billeder af Robin Skjoldborg, ligesom Ud & Se bragte en artikel af Oliver Stilling om turen til Mors. Ted Sorensen skulle have været i Danmark igen i november 2010, hvor han bl.a. skulle have talt som et af hovednavnene ved Dansk Journalistforbunds Fagfestival 2010, men han døde kort forinden.

## Priser
Ted Sorensen modtog i 2005 "The Profiles in Courage Award," der tidligere er givet til Edward M. Kennedy, Dalai Lama, Kofi Annan, Nelson Mandela m.fl.
Den 25. february 2010 modtog han National Humanities Medal for 2009 ved en ceremoni i The East Room i Det Hvide Hus.

## Familie
Ted Sorensen var i sit tredje ægteskab gift til sin død med Gillian Martin Sorensen, der er tidligere Senior Advisor ved United Nations Foundation. Sammen har de sønnen Philip(?) og datteren Juliet Sorensen, og Ted Sorensen har to (tre?) sønner fra sit første ægteskab, Eric og Stephen.